# うしおととら
『うしおととら』は、藤田和日郎による日本の漫画。『週刊少年サンデー』（小学館）において、1990年6号から1996年45号まで連載された。通称は「うしとら」。単行本は少年サンデーコミックスより全33巻+外伝1巻、同ワイド版より全18巻、小学館文庫より全19巻。東日本大震災の復興支援プロジェクト「ヒーローズ・カムバック」の一環として、『週刊少年サンデー』2013年4〜5合併号・6号で前後編読切版として復活した。

## 概要
主人公の少年「蒼月潮（通称：うしお）」が妖怪「とら」と共に、妖怪退治の槍「獣の槍」を武器に、最強最悪の大妖怪「白面の者」と戦う姿を描く。「うしお」と「とら」の出会い、「獣の槍」と「白面の者」との戦いは全くの偶然のようであったが、物語が進むにつれて、それぞれの深い関わり、長きに渡る宿命が明らかになっていく。人間と妖怪を超えた深い絆を主軸に置きながら、非常に多くの登場人物達のエピソードが描かれ、それらが終盤に向けて一つに収束していきながら、物語は最終決戦に至る。
物語の着想は、中国の伝説に登場する神剣で、それを獣の槍という設定にして、後でキャラクターを考えていった。初期のタイトル案には「魔槍伝」などもあった。結末は最初からある程度決まっており、最終回があっさりしているのは、あくまでもうしおととらの話で、その他の人間関係は後日談だからと話している。
2019年2月時点で単行本の累計発行部数は2500万部を、単行本と文庫版等を合わせた累計販売数は3000万部をそれぞれ突破している。
1992年にはOVAが発売され、2015年夏にテレビアニメ化した。本作が藤田の初連載、初テレビアニメ化作品である。

### 受賞
- 第37回（平成3年度）小学館漫画賞少年部門受賞。
- 1997年、星雲賞コミック部門受賞。
- 日本のメディア芸術100選マンガ部門第20位選出（週刊少年サンデー連載作品で唯一の受賞）[7]。

## あらすじ
僧を父親に持つ少年・蒼月潮は、自宅の寺の蔵で一本の槍に縫いとめられていた妖怪と出会う。うしおが「とら」と名づける事になるその妖怪は、かつては名の知られた恐るべき大妖怪であった。当初はその凶悪さから封じたままにするつもりの潮であったが、幼馴染の麻子と真由子が近くから集まってきた妖怪に襲われたために封印の槍を引き抜き戦うことを約束させる。もっとも引き抜かれた直後に人間との約束など反故にする性格のとらは、その後長い間潮によって槍で殴られ戦わされる関係となるが。大妖怪とらと、それを500年間縫い留めていた封印の槍。この槍は2000年以上も前に中国で妖怪を滅ぼすためだけに作られた「獣の槍」と呼ばれる伝説の槍であった。
しばらくは身近な妖怪と戦う程度の潮であったが、大妖怪の解放も、伝説の妖怪退治道具の勝手な移動も、妖怪と戦い日本を守る仏教団体・光覇明宗に見過ごせるものではなかった。こうして槍の奪回ととらの再封印・滅殺を目的とした刺客がうしおととらに放たれる事となる。潮たちは光覇明宗の追っ手から逃れる為もあり、亡くなったはずの母が生きていること、そこに隠された「母の秘密を知れ」という父・紫暮の言葉を受けて北海道を目指す。
航空機、陸路、海路とどこにあっても妖怪や光覇明宗の者と遭遇し、それらを時に撃破、時に救いながら北海道・カムイコタンへ向かう潮。その道中で出会った妖怪の敵意は、単に妖怪を滅する道具を持つという理由だけではなかった。日本の土着妖怪からは沖縄沖の岩柱で白面の者を封印する結界を張る「あの女の息子」として、白面の者の放った妖怪からは「槍の使い手」として憎悪される潮は、大昔に起きた大妖怪「白面の者」と日本妖怪たちの戦い、そこに関わる母やとらたちの因縁、獣の槍の重要さを知る。
封印されてなお妖怪にも人にも恐怖され、倒さねばならぬとされる「白面の者」。この大妖怪を巡っては人間も妖怪も意見統一とは程遠く、西日本の急進派と東日本の慎重派、二つの妖怪派閥の争いにも巻き込まれる潮。また人間にも食い違いがあり、光覇明宗との対立は乗り越えて認められた潮も、米国の対妖怪機関「ハマー」には襲撃されるなど、大集団の不和に翻弄される局面が多発する。しかし、潮は彼らと衝突しながらも己の意見を曲げることなく抗い続け、ついには潮を中核として人間・妖怪の全勢力は次第にまとまりを見せ始める。
だが、力を蓄えていた白面は新型の妖怪を投入、「希望」となる存在の記憶を食らう婢妖により己の力の源である「恐怖」を復活させるべく動き出す。
誰もが潮の事を忘れ、孤立させられ、絶望しかける潮。しかしうしおの事を、とらは憶えていた。
たった二人でも立ち向かおうとする潮たち。しかし一度は彼らも敗れ、獣の槍は粉々に砕け散る。そして日本各地は白面によって焼かれ、日本の要の柱から白面の者が飛び立ったことで沈み始めた日本に恐怖は蔓延する。だが、砕け散った槍の欠片は、潮の旅に関わった者に憑いた婢妖を粉砕しながら再び集結していく。希望を思い出した者たちによって人々は鼓舞され、白面の力が弱まると同時に人妖両面の戦力は、潮・獣の槍ととらを中心に結集する。
こうして、白面の者が最も長く封印され、結界を展開するにふさわしい場所である沖縄沖で最終決戦が始まるのだった。

## 武具

### 妖器物
獣の槍
春秋・戦国期の中国で、白面の者に両親を殺された兄妹が白面の者を倒すべく身命を賭して作り上げた武器。妹（ジエメイ）が溶鉱炉に身を投じ、炉から取れた少量の鍛鉄から刀剣鍛冶である兄（ギリョウ）が槍の刃を鍛え上げ、兄も白面への底知れぬ憎悪から槍の柄へと変化して一本の槍になった。
そうして出来た獣の槍は意思を持ち、どんなに妖（バケモノ）を切り刻んでも刃こぼれせず、錆びもしない妖器物となる。誕生後は、獣の槍が単体で白面の者を求めて見境無く大陸の妖を殺し回っていたが、獣の槍を恐れた妖たちは団結して一本一本の糸になり、それを織って作られた赤い織布によって深山に長く封印される。時を経てシャガクシャ（とら）によって解き放たれ、様々な人間の手に渡る。
獣の槍は使うものを選び、強大な戦闘能力を与える代償にその者の魂を奪う。獣の槍に魂を全て与えてしまった者は獣と化し、字伏（あざふせ）となる。その真実は物語の終盤に明らかになった。
槍に選ばれた人間が戦うと槍は使用者に囁きかけ、魂と引換えに身体能力と治癒能力を著しく向上させる。その際には、蓄積されたかつて槍の使用者の経験を、現在の使用者が自らの経験として使うことができる。また、使用者は空中の妖気を頭から吸収し、髪が異様に伸びた姿となり、少しずつ異形へと近づいていく（戦い終えると妖気の吸収が途絶え、元の姿に戻る）。魂が削られると治りは次第に遅くなっていき、槍の囁き声も強くなって槍を鍛える刀匠の姿が見えるようになる。これらの変化は、槍に選ばれていない者が手にしても一切表れない。しかし、獣の槍がいかなる基準で使い手を選ぶのかは描かれていない。例外的とはいえ紅煉のように白面に味方する者すらいる。
槍は妖の人間に対する悪意を読み取って反応し、使用者にその場所を教える。ただし、サトリのように人間への敵意を持たない妖怪には反応しない。また、使用者の意志で浮遊するため、遠い場所にあっても手元へ呼び寄せる事ができる。使用者に危険が迫ると自律的に動き出す。槍はあくまでも妖を殺すための武具であり、妖を除く生物を攻撃するとすり抜ける。
物語の開始時では、槍の柄の先端と刃の根元にぼろぼろの赤布が巻き付いていた。この布は深山に封印された時の赤い織布が千切れた物であり、獣の槍の力を封じる力が残っている。そのため、この布を取り除くことによって獣の槍の力は強くなるが、それに比例して魂の削られる量も増えるため、使用者の命を縮めることになる。潮は布を半分引き千切り、力を倍増させたことがある。終盤の戦いでは粉砕された獣の槍をとらの身体を通じて再生し、覚悟を決めた潮が赤布を取り去り全ての力を解放した。
元が刀剣であったため、獣の槍は通常の槍と比べると柄に比べて刃の部分が厚く幅広になっており、槍の穂先というよりは両刃の剣のようである。槍の柄には「我らは、白面の者を倒すまで蒼月（ツァンユエ）の心の内に在る 」 という意味の「我屬在蒼月胸中到誅白面者」という漢字が彫り込まれているが、長い年月の間に擦り減ってしまったためよく読めない（完全な槍になったギリョウの意思で起きた部分的な剥落によるもの）。

### 武法具
錫杖
光覇明宗では最も基本的な武法具。特別な鍛鉄で出来ている。法力を込めて叩く・金属音を発して妖を退ける・雷や炎を捌く・結界の起点にするなど、その用途は広い。袖に忍ばせるほど短いものや伸縮するもの、鎖の仕込まれたものなど複数の種類が存在する。
千宝輪（せんぽうりん）
法輪の形をした投擲武器。紫暮や凶羅が使用した。8本の鋭く長い棘が仕込まれている。
独鈷（どっこ）
独鈷杵・三鈷杵……とらと流の最後の戦いにおいて、流が使用した。
金剛杵……婢妖バスからの乗客救出や、ヴィタエ418・427との戦いで使用した。結界を作るため地面に打ち込まれることが多い。凶羅が月輪から逃れるため自分の足を千切ろうとしたり、一部の妖怪に刺すシーンなども見られ、刺突や投擲武器としても用いる。
穿心角（せんしんかく）
光覇明宗の札幌寺院に保管されていた武法具。形状は剣とランスを合わせたような形になっている（持ち手のついた巨大な四角推ともいえる）。引狭の過去のシーンにて名と形が確認できることから、彼の指揮の元で作られた武法具である。威力こそ凄まじいものの、引き換えに使い手の法力を極限まで吸い取るため、鍛錬不足の法力僧では精神に失調をきたす恐れがある。潮への復讐に燃える凶羅が強奪し、以降彼の得物となった。「山魚」を撃破した際には多数の人間を通して増幅した法力を大量に蓄え、走行中の電車内から射出。高い強度を持つ山魚を口中から外皮まで打ち抜いてトンネルに縫い留める頑強さを見せる。白面との決戦時においても、凶羅が守っていた「結界の弱い所」で黒炎の死体の山を築いた凶羅の手にある穿心角は大きな損傷をしていない。エレザールの鎌の失敗作が法力を通すと溶融したり、量産品があっさりと十和子に捻じ曲げられているシーンがあることからすれば、穿心角の法力充填力と物理的強度は非常に高度なものと言える。
エレザールの鎌
西洋魔道を取り入れようとして光覇明宗を破門された法力僧・引狭が作り上げた最強の武法具。
その製作は何度も失敗が続いていたが、斗和子の助言により完成した。刃に亜鉛を加え、柄には白木を通してある。これは斗和子曰く12世紀の学者ボルムス・エレザールが考案した方法とのこと。威力・軽さ・法力の増幅のどれも優れているが、絶大な戦闘力を持つのはキリオが持っている一本だけである。ほかの霧雄に従った若い僧たちに与えられたものや、斗和子の持ち込んだ工作機器で大量生産されて囁く者達の家に大量に保管されていたものは、従来の武法具と大差ない代物であった。

### 機器
キルリアン振動機
ハマー機関の開発した妖怪を拘束する機械。法力僧など修行した能力者に拠らず、純粋に機械と電力のみで妖怪を拘束可能な量産性のある道具である。
白面が「お役目」の力と解釈しているような台詞を発するなどしているため、月輪のようにエネルギーの塊として固定化するような応用性は無いが本質は大差ない様子。
大型キルリアン振動機「トランプ」
ミサイルランチャーのような長方形の機械がビル屋上に複数基展開される。関東のハマー研究所から西日本方面の白面移動・封じ込めに協力している描写があるため、キルリアン振動機では劇中最長の射程といえる。
小型キルリアン振動機「チェシャキャット」
掌よりやや大振りなカプセル状の機械。他キルリアン振動機と違い、照射方向に付属するU字のような形の先端部品がない。潮の懐にしまわれ、発動時に白面を押し返した時も画面上の効果では同心円のような波動が見られる。
その他のキルリアン振動機
主に監視カメラ大ほどのものを複数基用いて、研究所の妖怪たちを縛るなどに用いている。バッテリーを付けて拳銃等のオプションにする事も可能なようで、終盤自衛隊員が黒炎を射殺する際の銃に組み込まれている描写がある。

## 書誌情報

### 単行本
- 藤田和日郎 『うしおととら』 小学館〈少年サンデーコミックス〉、全33巻
  1. 1990年12月15日発行（11月17日発売[8]）、ISBN 4-09-122481-4
  2. 1991年1月15日発行（1990年12月13日発売[9]）、ISBN 4-09-122482-2
  3. 1991年4月15日発行（3月18日発売[10]）、ISBN 4-09-122483-0
  4. 1991年6月15日発行（5月18日発売[11]）、ISBN 4-09-122484-9
  5. 1991年9月15日発行（8月9日発売[12]）、ISBN 4-09-122485-7
  6. 1991年10月15日発行（9月18日発売[13]）、ISBN 4-09-122486-5
  7. 1991年12月15日発行（11月18日発売[14]）、ISBN 4-09-122487-3
  8. 1992年2月15日発行（1月18日発売[15]）、ISBN 4-09-122488-1
  9. 1992年4月15日発行（3月18日発売[16]）、ISBN 4-09-122489-X
  10. 1992年7月15日発行（6月18日発売[17]）、ISBN 4-09-122490-3
  11. 1992年8月15日発行（7月17日発売[18]）、ISBN 4-09-123101-2
  12. 1992年10月15日発行（9月18日発売[19]）、ISBN 4-09-123102-0
  13. 1993年1月15日発行（1992年12月12日発売[20]）、ISBN 4-09-123103-9
  14. 1993年4月15日発行（3月18日発売[21]）、ISBN 4-09-123104-7
  15. 1993年6月15日発行（5月18日発売[22]）、ISBN 4-09-123105-5
  16. 1993年8月15日発行（7月17日発売[23]）、ISBN 4-09-123106-3
  17. 1993年12月15日発行（11月18日発売[24]）、ISBN 4-09-123107-1
  18. 1994年4月15日発行（3月18日発売[25]）、ISBN 4-09-123108-X
  19. 1994年6月15日発行（5月18日発売[26]）、ISBN 4-09-123109-8
  20. 1994年8月15日発行（7月18日発売[27]）、ISBN 4-09-123110-1
  21. 1994年10月15日発行（9月17日発売[28]）、ISBN 4-09-123401-1
  22. 1995年1月15日発行（1994年12月10日発売[29]）、ISBN 4-09-123402-X
  23. 1995年4月15日発行（3月18日発売[30]）、ISBN 4-09-123403-8
  24. 1995年6月15日発行（5月18日発売[31]）、ISBN 4-09-123404-6
  25. 1995年10月15日発行（9月18日発売[32]）、ISBN 4-09-123405-4
  26. 1995年12月15日発行（11月18日発売[33]）、ISBN 4-09-123406-2
  27. 1996年2月15日発行（1月18日発売[34]）、ISBN 4-09-123407-0
  28. 1996年4月15日発行（3月18日発売[35]）、ISBN 4-09-123408-9
  29. 1996年6月15日発行（5月18日発売[36]）、ISBN 4-09-123409-7
  30. 1996年9月15日発行（8月10日発売[37]）、ISBN 4-09-123410-0
  31. 1996年10月15日発行（9月18日発売[38]）、ISBN 4-09-125121-8
  32. 1996年12月15日発行（11月18日発売[39]）、ISBN 4-09-125122-6
  33. 1997年1月15日発行（1996年12月10日発売[40]）、ISBN 4-09-125123-4
- 藤田和日郎『うしおととら外伝』小学館〈少年サンデーコミックス〉、1997年5月17日発売[41]、ISBN 4-09-125124-2

### 文庫版
- 藤田和日郎 『うしおととら』 小学館〈小学館文庫〉、全19巻
  1. 2004年9月15日発売[42]、ISBN 4-09-193511-7
  2. 2004年10月15日発売[43]、ISBN 4-09-193512-5
  3. 2004年11月13日発売[44]、ISBN 4-09-193513-3
  4. 2004年12月15日発売[45]、ISBN 4-09-193514-1
  5. 2005年1月15日発売[46]、ISBN 4-09-193515-X
  6. 2005年2月15日発売[47]、ISBN 4-09-193516-8
  7. 2005年3月15日発売[48]、ISBN 4-09-193517-6
  8. 2005年4月15日発売[49]、ISBN 4-09-193518-4
  9. 2005年5月14日発売[50]、ISBN 4-09-193519-2
  10. 2005年6月15日発売[51]、ISBN 4-09-193520-6
  11. 2005年7月15日発売[52]、ISBN 4-09-193521-4
  12. 2005年8月12日発売[53]、ISBN 4-09-193522-2
  13. 2005年9月15日発売[54]、ISBN 4-09-193523-0
  14. 2005年10月15日発売[55]、ISBN 4-09-193524-9
  15. 2005年11月15日発売[56]、ISBN 4-09-193525-7
  16. 2005年12月15日発売[57]、ISBN 4-09-193526-5
  17. 2006年1月14日発売[58]、ISBN 4-09-193527-3
  18. 2006年2月15日発売[59]、ISBN 4-09-193528-1
  19. 2006年3月15日発売[60]、ISBN 4-09-193529-X
    - フィギュア付き限定版：同日発売[61]、ISBN 4-09-941194-X

### 完全版
- 2015年5月から2016年12月まで、少年サンデーコミックススペシャルとして、連載時のカラーページを収録した「完全版」が発行された。本編連載終了後に少年サンデー誌上で連載された「うしおととら風雲録」も収録されている。
- 藤田和日郎 『うしおととら 完全版』 小学館〈少年サンデーコミックススペシャル〉、全20巻
  1. 2015年5月18日発売[62]、ISBN 978-4-09-126077-2
  2. 2015年5月18日発売[63]、ISBN 978-4-09-126078-9
  3. 2015年6月18日発売[64]、ISBN 978-4-09-126079-6
  4. 2015年7月17日発売[65]、ISBN 978-4-09-126080-2
  5. 2015年8月18日発売[66]、ISBN 978-4-09-126099-4
  6. 2015年9月18日発売[67]、ISBN 978-4-09-126357-5
  7. 2015年10月16日発売[68]、ISBN 978-4-09-126358-2
  8. 2015年11月18日発売[69]、ISBN 978-4-09-126359-9
  9. 2015年12月18日発売[70]、ISBN 978-4-09-126360-5
  10. 2016年1月18日発売[71]、ISBN 978-4-09-126378-0
  11. 2016年2月18日発売[72]、ISBN 978-4-09-126379-7
  12. 2016年3月18日発売[73]、ISBN 978-4-09-126380-3
  13. 2016年4月18日発売[74]、ISBN 978-4-09-126386-5
  14. 2016年5月18日発売[75]、ISBN 978-4-09-126387-2
  15. 2016年6月17日発売[76]、ISBN 978-4-09-126388-9
  16. 2016年7月15日発売[77]、ISBN 978-4-09-126389-6
  17. 2016年9月16日発売[78]、ISBN 978-4-09-126390-2
  18. 2016年10月18日発売[79]、ISBN 978-4-09-126404-6
  19. 2016年11月18日発売[80]、ISBN 978-4-09-126405-3
  20. 2016年12月16日発売[81]、ISBN 978-4-09-126406-0

### その他
- 『うしおととら全集 上 原画集 月と太陽』1997年5月10日発行、ISBN 4-09-179291-X
  - 「新装版」2016年4月15日発売[82]、ISBN 978-4-09-179219-8
- 『うしおととら全集 下 大図鑑 森羅万象』1997年8月10日発行 、ISBN 4-09-179292-8
  - 「新装版」2016年4月15日発売[83]、ISBN 978-4-09-179220-4
- 『CD-ROMうしおととら 上』1996年10月発行、ISBN 4-09-906842-0
- 『CD-ROMうしおととら 下』1996年12月発行、ISBN 4-09-906843-9

## 小説
- 城池勝幸（著者）・藤田和日郎（イラスト） 『うしおととら』 小学館〈スーパークエスト文庫〉、全4巻
  1. 「我は冥界に斬り結ぶ」1993年1月20日発行、ISBN 4-09-440061-3
  2. 「妖美術 アート・オブ・ザ・ダークネス」 1993年8月20日発行、ISBN 4-09-440062-1
  3. 「風霜に舞うひとひら」 1994年5月20日発行、ISBN 4-09-440063-X
  4. 「妖病棟」1995年11月1日発行、ISBN 4-09-440064-8
- 中山文十郎（著者）・藤田和日郎（イラスト） 『うしおととら』 小学館〈ガガガ文庫R〉、全2巻
  1. 「我は冥界に斬り結ぶ」「妖美術 アート・オブ・ザ・ダークネス」2008年12月18日発売[84]、ISBN 978-4-09-451109-3
  2. 「風霜に舞うひとひら」「妖病棟」2009年1月20日発売[85]、ISBN 978-4-09-451114-7

## OVA
1992年から1993年の間に全10話のOVAが発売。その後2002年6月25日に、全話他番外編を収録したDVDコレクションボックスが東芝デジタルフロンティアから発売された。ちなみに、第1話から第6話が第1期、第7話から最終話が第2期と呼称されている（第2期で若干スタッフが入れ替わり、主題歌も変更されている）。なお、第9・10話の『風狂い』のみを編集しビデオ販売に先駆けて劇場版作品として、1993年6月5日に公開されている。
第8話だけに次回予告が存在する。また、スタッフの一部は後にオー・エル・エムを立ち上げ、『ポケットモンスター』に関わっていく者が多く参加している。

### スタッフ
- 原作 - 藤田和日郎
- 監督 - 湯山邦彦
- シナリオ - 寺田憲史
- キャラクターデザイン・総作画監督 - 松原徳弘
- 美術監督 - 伊藤芳雄
- 色彩設計→色彩設定（第7話 - 第10話） - 岡久美子
- 撮影監督 - 池上元秋
- 編集 - JAY FILM（松村将弘・船見康恵）
- 音楽 - 鷺巣詩郎→若草恵（第7話 - 第10話）
- 音楽プロデューサー - 藤田純二
- 音楽制作 - ユーメックス
- 音響監督・音響演出 - 三間雅文
- プロデューサー - 高尾弘・大場龍男→高尾弘、植田文郎、大場龍男（第7話 - 第10話）
- 制作 - PASTEL
- 製作 - 東宝、小学館、東芝EMI、オービー企画

### 主題歌
オープニング1『勇気のファイター』（第1話-第6話）
作詞：及川眠子、作曲・編曲：葉山たけし、唄：YASU
オープニング2『獣の槍』（第7話-第10話）
作詞：田口俊、作曲・編曲：西脇辰弥、唄：井口慎也
エンディング1『Dear My Best Friend』（第1話-第6話）
作詞：及川眠子、作曲・編曲：西脇辰弥、唄：佐々木望
エンディング2『誰かがおまえを狙ってる』（第7話-第10話）
作詞：田口俊、作曲・編曲：井上日徳、唄：佐々木望

### 各話リスト
| 話数   | サブタイトル                 | 絵コンテ   | 演出       | 作画監督 |
| ------ | ---------------------------- | ---------- | ---------- | -------- |
| 第一話 | うしおとらとであうの縁       | 湯山邦彦   | 池端隆史   | -        |
| 第二話 | 石喰い・百足変化             | 越智浩仁   | 越智浩仁   | 青野厚司 |
| 第三話 | 符咒師 鏢                    | 池端隆史   | 池端隆史   | 仙北實   |
| 第四話 | 転輪疾走                     | 湯山邦彦   | 山口美浩   | 小林利充 |
| 第五話 | 餓眠様〜とら街へ行く（前編） | 日高政光   | 日高政光   | 神奈弘一 |
| 第六話 | 餓眠様〜とら街へ行く（後編） | 湯山邦彦   | 加戸誉夫   | -        |
| 第七話 | あやかしの海（前編）         | 渡辺すみお | 渡辺すみお | 上野賢   |
| 第八話 | あやかしの海（後編）         | 福多潤     | 福多潤     | 須藤昌朋 |
| 第九話 | 風狂い（前編）               | 加戸誉夫   | 加戸誉夫   | 松岡秀明 |
| 第十話 | 風狂い（後編）               | 日高政光   | 日高政光   | 毛利和昭 |

### うしおととらCD（コミカル・デフォルメ）劇場
番外編の位置づけで、2頭身にデフォルメされたキャラクターたちが織り成すオムニバス作品集。

#### スタッフ
- 原作 - 藤田和日郎
- 脚本・監督 - 湯山邦彦
- 美術監督 - 金村勝義
- 撮影監督 - 池上元秋
- 音響監督 - 三間雅文
- 音楽 - 岡本洋、山川恵津子
- 編集 - 松村将弘、船見康恵
- プロデューサー - 高尾弘、植田文郎、大場龍男
- 制作 - PASTEL
- 製作 - 東宝、小学館、東芝EMI、オービー企画

### 各話リスト
| 話数   | サブタイトル           | 絵コンテ | 演出     | キャラクターデザイン | 作画監督（作画） |
| ------ | ---------------------- | -------- | -------- | -------------------- | ---------------- |
| -      | 勇気のファイター       | 湯山邦彦 | 阿部雅司 | 松原徳弘             | （一石小百合）   |
| 第一話 | アカナメ               | 日高政光 | 日高政光 | ここまひ             | 宍戸久美子       |
| -      | ブギ・ウギ・モンスター | 日高政光 | 日高政光 | （神奈弘一）         | （神奈弘一）     |
| 第二話 | とらと子猫             | 加戸誉夫 | 加戸誉夫 | （一石小百合）       | （一石小百合）   |
| -      | 不思議な冒険           | 加戸誉夫 | 加戸誉夫 | （酒井啓史）         | （酒井啓史）     |
| 第三話 | 韋駄天                 | 湯山邦彦 | 阿部雅司 | 山田隆弥             | （服部憲知）     |

#### 楽曲
『勇気のファイター』
作詞：及川眠子、作曲・編曲：葉山たけし、唄：YASU
『ブギ・ウギ・モンスター』
作詞：前田耕一郎、作曲：馬飼野康二、編曲：見良津健雄、唄：天野由梨、冬馬由美
『不思議な冒険』
作詞・作曲・唄：穂早菜、編曲：ACHILLES DAMIGOS
『It's a Joke』
作詞・唄：穂早菜、作曲：水島康宏、編曲：ACHILLES DAMIGOS

## テレビアニメ
『週刊少年サンデー』2015年10号にてテレビアニメ化決定が発表され、話数は分割3クールが放送される、TOKYO MXほかにて2015年7月から12月まで26話、2016年4月から6月まで13話の全39話が順次放送。
サンデーフェス2015にてメインキャストと出演するキャストの一部が発表された。オープニング前のアバンタイトル（2クール目まで）のナレーションは土師孝也が務める。
現代を意識した時代設定となっており、原作発表時にはなかった薄型テレビや多機能携帯電話およびスマートフォンが作中に登場。
原作の第一話から最終話までをアニメ化しているが、設楽水乃緒と「はぐれ外堂」のエピソード等、映像化されていない話も存在している。
第弐拾弐話における第弐拾参話次回予告のサブタイトルは「永却の孤独」となっているが、第弐拾参話では「永劫の孤独」とサブタイトルが訂正されている。コミックス目次は「永却の孤独」となっているが正しくは後者で原作者も誤植としている。

### スタッフ（テレビアニメ）
- 原作 - 藤田和日郎 / 小学館・週刊少年サンデー刊[91]
- 監督 - 西村聡[91]
- シリーズ構成 - 井上敏樹、藤田和日郎[91]
- キャラクターデザイン・総作画監督 - 森智子[91]
- アクション作画監督 - 平山貴章、工藤晃子[91]
- プロップデザイン - 稲垣宏
- 美術監督 - 清水友幸[91]
- 美術設定 - 杉山晋史
- 色彩設計 - 堀川佳典[91]
- 撮影監督 - 熊澤祐哉（第壱 - 拾参話）、魚山真志[91]
- CGIディレクター - さいとうつかさ
- 編集 - 神宮司由美[91]、武宮むつみ（第弐拾壱 - 弐拾六話）
- 音響監督 - 三間雅文
- 音楽 - 瀬川英史
- 音楽制作 - 徳間ジャパンコミュニケーションズ
- 音楽プロデューサー - 関澤新二
- プロデューサー - 板橋秀徳、関澤新二、尾崎茂樹、大貫一雄
- クリエイティブプロデューサー - 丸山正雄、三田圭志[91]
- アニメーション制作 - MAPPA & VOLN[91]
- 製作 - うしおととら製作委員会[91]

### 主題歌（テレビアニメ）

#### オープニングテーマ
「混ぜるな危険」（第壱話 - 第弐拾六話）
作詞 - 大槻ケンヂ / 作曲 - 本城聡章 / 編曲・歌 - 筋肉少女帯
第拾四話からオープニング映像が一部変更されている。
「週替わりの奇跡の神話」（第弐拾七話 - 最終話）
作詞 - 大槻ケンヂ / 作曲 - 橘高文彦 / 編曲・歌 - 筋肉少女帯

#### エンディングテーマ
「HERO」（第壱話 - 第拾参話）
作詞・歌 - Sonar Pocket / 作曲 - Sonar Pocket、KAY. Shunsuke Harada / 編曲 - KAY. Shunsuke Harada
「負けるな小さきものよ」（第拾四話 - 第弐拾六話）
作詞・歌 - 若旦那 / 作曲・編曲 - 大隅知宇
「決戦前夜」（第弐拾七話 - 最終話）
作詞 - 小高芳太朗 / 作曲 - 大隅知宇 / 編曲・歌 - LUNKHEAD

### 各話リスト（テレビアニメ）
| 話数       | サブタイトル                | 脚本       | 絵コンテ   | 演出                   | 作画監督                                         | 放送日 （TOKYO MX） |
| ---------- | --------------------------- | ---------- | ---------- | ---------------------- | ------------------------------------------------ | ------------------- |
| 第壱話     | うしおとらとであうの縁      | 井上敏樹   | 西村聡     | 松村政輝               | 森智子                                           | 2015年 7月3日       |
| 第弐話     | 石喰い                      | 井上敏樹   | 西村聡     | 藤瀬順一               | 阿比留隆彦                                       | 7月10日             |
| 第参話     | 絵に棲む鬼                  | 井上敏樹   | 神志那弘志 | 神志那弘志             | 石井舞                                           | 7月17日             |
| 第四話     | とら街へゆく                | 井上敏樹   | 西村聡     | 田中智也               | 菅野芳弘                                         | 7月24日             |
| 第伍話     | 符咒師 鏢                   | 井上敏樹   | 吉田大輔   | 吉田大輔               | Eom Ik Hyun                                      | 7月31日             |
| 第六話     | あやかしの海                | 井上敏樹   | 矢野博之   | 松村政輝               | 高橋美香                                         | 8月7日              |
| 第七話     | 伝承                        | 井上敏樹   | 西村聡     | 藤瀬順一               | 阿比留隆彦                                       | 8月14日             |
| 第八話     | ヤツは空にいる              | 井上敏樹   | 矢野博之   | 久藤瞬                 | Won Chang hee                                    | 8月21日             |
| 第九話     | 風狂い                      | 井上敏樹   | 神志那弘志 | 神志那弘志             | 石井舞                                           | 8月28日             |
| 第拾話     | 童のいる家                  | 米村正二   | 矢野博之   | 田中智也               | 菅野芳弘                                         | 9月4日              |
| 第拾壱話   | 一撃の鏡                    | 米村正二   | 吉田大輔   | 吉田大輔               | Eom Ik Hyun                                      | 9月11日             |
| 第拾弐話   | 遠野妖怪戦道行〜其の壱〜    | 井上敏樹   | 新留俊哉   | 松村政輝               | 高橋美香                                         | 9月18日             |
| 第拾参話   | 遠野妖怪戦道行〜其の弐〜    | 井上敏樹   | 宮繁之     | 藤瀬順一               | 阿比留隆彦                                       | 9月25日             |
| 第拾四話   | 婢妖追跡〜伝承者            | 井上敏樹   | 宍戸淳     | 宍戸淳                 | Won Chang hee                                    | 10月2日             |
| 第拾伍話   | 追撃の交差〜伝承者          | 井上敏樹   | 神志那弘志 | 神志那弘志 青木弘安    | 石井舞 真壁誠                                    | 10月9日             |
| 第拾六話   | 変貌                        | 井上敏樹   | 宮繁之     | 田中智也               | 菅野芳弘 浦田ひとみ                              | 10月16日            |
| 第拾七話   | カムイコタンへ              | 米村正二   | 吉田大輔   | 吉田大輔               | Eom Ik Hyun                                      | 10月23日            |
| 第拾八話   | 復活〜そしてついに          | 米村正二   | 矢野博之   | 松村政輝               | 高橋美香                                         | 10月30日            |
| 第拾九話   | 時逆の妖                    | 井上敏樹   | 三條なみみ | 越田知明               | 阿比留隆彦                                       | 11月6日             |
| 第弐拾話   | 妖、帰還す                  | 井上敏樹   | 宍戸淳     | 宍戸淳                 | Won Chang hee                                    | 11月13日            |
| 第弐拾壱話 | 四人目のキリオ              | 井上敏樹   | 青木弘安   | 青木弘安               | 石井舞 真壁誠                                    | 11月20日            |
| 第弐拾弐話 | 激召〜獣の槍破壊のこと      | 井上敏樹   | 笹木信作   | 守泰佑                 | 菅野芳弘 浦田ひとみ 福士真由美                   | 11月27日            |
| 第弐拾参話 | 永劫の孤独                  | 井上敏樹   | 矢野博之   | 吉田大輔               | Won Chang hee                                    | 12月4日             |
| 第弐拾四話 | 愚か者は宴に集う            | 井上敏樹   | 矢野博之   | 松村政輝               | 高橋美香                                         | 12月11日            |
| 第弐拾伍話 | H・A・M・M・R〜ハマー機関〜 | 岸本みゆき | 久藤瞬     | 越田知明               | 阿比留隆彦                                       | 12月18日            |
| 第弐拾六話 | TATARI BREAKER              | 岸本みゆき | 宍戸淳     | 吉田大輔               | Won Chang hee 高橋美香                           | 12月25日            |
| 第弐拾七話 | 風が吹く                    | 米村正二   | 神志那弘志 | 藤瀬順一               | 石井舞                                           | 2016年 4月1日       |
| 第弐拾八話 | もうこぼさない              | 米村正二   | 三條なみみ | 島崎奈々子             | 菅野芳弘 浦田ひとみ 福士真由美                   | 4月8日              |
| 第弐拾九話 | 三日月の夜                  | 井上敏樹   | 矢野博之   | 守泰佑                 | Won Chang hee                                    | 4月15日             |
| 第参拾話   | 不帰の旅                    | 井上敏樹   | 松村政輝   | 松村政輝               | 高橋美香                                         | 4月22日             |
| 第参拾壱話 | 混沌の海へ                  | 米村正二   | 越田知明   | 越田知明               | 阿比留隆彦                                       | 4月29日             |
| 第参拾弐話 | 母                          | 米村正二   | 矢野博之   | 吉田大輔               | Won Chang hee 牧内ももこ 吉田大輔                | 5月6日              |
| 第参拾参話 | 獣の槍破壊                  | 井上敏樹   | 神志那弘志 | 神志那弘志 藤瀬順一    | 石井舞 菅野利之 真壁誠                           | 5月13日             |
| 第参拾四話 | とら                        | 井上敏樹   | 矢野博之   | 島崎奈々子             | 菅野芳弘 福士真由美 浦田ひとみ                   | 5月20日             |
| 第参拾伍話 | 希望                        | 米村正二   | 矢野博之   | 守泰佑                 | Won Chang hee 牧内ももこ                         | 5月27日             |
| 第参拾六話 | 約束の夜へ                  | 米村正二   | 松村政輝   | 松村政輝               | 高橋美香                                         | 6月3日              |
| 第参拾七話 | 最強の悪態                  | 井上敏樹   | 矢野博之   | 越田知明               | 阿比留隆彦                                       | 6月10日             |
| 第参拾八話 | 最終局面                    | 井上敏樹   | 三條なみみ | 吉田大輔               | Won Chang hee 吉田大輔                           | 6月17日             |
| 最終話     | うしおととらの縁            | 井上敏樹   | 西村聡     | 西村聡 村政輝 藤瀬順一 | 神志那弘志 福士真由美 高橋美香 石井舞 阿比留隆彦 | 6月24日             |

### 放送局（テレビアニメ）
| 放送期間                      | 放送時間                     | 放送局       | 対象地域 | 備考                                    |
| ----------------------------- | ---------------------------- | ------------ | -------- | --------------------------------------- |
| 2015年7月3日 - 12月25日       | 金曜 22:30 - 23:00           | TOKYO MX     | 東京都   |                                         |
| 2015年7月7日 - 12月29日       | 火曜 0:00 - 0:30（月曜深夜） | サンテレビ   | 兵庫県   |                                         |
|                               | 火曜 1:30 - 2:00（月曜深夜） | KBS京都      | 京都府   |                                         |
|                               | 火曜 2:35 - 3:05（月曜深夜） | テレビ愛知   | 愛知県   |                                         |
| 2015年7月8日 - 12月30日       | 水曜 0:25 - 0:55（火曜深夜） | BSフジ       | 日本全域 | BS放送                                  |
| 2015年11月5日 - 2016年5月12日 | 木曜 22:00 - 22:30           | アニマックス | 日本全域 | BS/CS放送 / 字幕放送 / リピート放送あり |

| 放送期間                | 放送時間                     | 放送局       | 対象地域 | 備考                                    |
| ----------------------- | ---------------------------- | ------------ | -------- | --------------------------------------- |
| 2016年4月1日 - 6月24日  | 金曜 22:30 - 23:00           | TOKYO MX     | 東京都   |                                         |
| 2016年4月4日 - 6月27日  | 月曜 23:30 - 24:00           | サンテレビ   | 兵庫県   |                                         |
| 2016年4月5日 - 6月28日  | 火曜 1:30 - 2:00（月曜深夜） | KBS京都      | 京都府   |                                         |
|                         | 火曜 2:35 - 3:05（月曜深夜） | テレビ愛知   | 愛知県   |                                         |
| 2016年4月6日 - 6月29日  | 水曜 0:30 - 1:00（火曜深夜） | BSフジ       | 日本全域 | BS放送                                  |
| 2016年5月19日 - 8月11日 | 木曜 22:00 - 22:30           | アニマックス | 日本全域 | BS/CS放送 / 字幕放送 / リピート放送あり |

| 配信期間                     | 配信時間        | 配信サイト          | 備考                                          |
| ---------------------------- | --------------- | ------------------- | --------------------------------------------- |
| 2015年7月8日 - 12月30日      | 水曜 12:00 更新 | バンダイチャンネル  | 第1話無料、第2話以降有料 有料会員は全話見放題 |
|                              |                 | アクトビラ          | 第1話無料、第2話以降有料                      |
|                              | 水曜 12:30 更新 | GYAO!               | 第1話無料、第2話以降有料                      |
|                              |                 | ビデオマーケット    |                                               |
|                              |                 | 楽天ショウタイム    |                                               |
|                              |                 | DMM.com             |                                               |
| 2015年7月10日 - 2016年1月1日 |                 | UULA                |                                               |
| 2015年7月15日 - 2016年1月6日 |                 | PlayStation(R)Video |                                               |

| 配信期間               | 配信時間 | 配信サイト          | 備考 |
| ---------------------- | -------- | ------------------- | ---- |
| 2016年4月6日 - 6月29日 |          | バンダイチャンネル  |      |
|                        |          | dTV                 |      |
|                        |          | GYAO!               |      |
|                        |          | 楽天ショウタイム    |      |
|                        |          | DMM.com             |      |
|                        |          | J:COMオンデマンド   |      |
|                        |          | ビデオパス          |      |
|                        |          | milplus             |      |
|                        |          | auひかり            |      |
|                        |          | ひかりTV            |      |
|                        |          | アクトビラ          |      |
|                        |          | PlayStation(R)Video |      |
|                        |          | U-NEXT              |      |
|                        |          | LEONET              |      |
|                        |          | ビデオマーケット    |      |
|                        |          | ムービーフルPlus    |      |
|                        |          | ムービーフル        |      |
|                        |          | OnGenムービー       |      |
|                        |          | HAPPY!動画          |      |
| 2016年4月13日 - 7月5日 |          | Amazonビデオ        |      |
|                        |          | Google Play(TM)     |      |
|                        |          | U-NEXT              |      |
|                        |          | アニメ放題          |      |

### BD / DVD
| 1  | 2015年9月30日  | 第壱話 - 第参話         | TKXA-1071 | TKBA-5311 |
| 2  | 2015年10月28日 | 第四話 - 第六話         | TKXA-1072 | TKBA-5312 |
| 3  | 2015年11月25日 | 第七話 - 第九話         | TKXA-1073 | TKBA-5313 |
| 4  | 2015年12月23日 | 第拾話 - 第拾弐話       | TKXA-1074 | TKBA-5314 |
| 5  | 2016年1月27日  | 第拾参話 - 第拾伍話     | TKXA-1075 | TKBA-5315 |
| 6  | 2016年2月24日  | 第拾六話 - 第拾八話     | TKXA-1076 | TKBA-5316 |
| 7  | 2016年3月30日  | 第拾九話 - 第弐拾壱話   | TKXA-1077 | TKBA-5317 |
| 8  | 2016年4月27日  | 第弐拾弐話 - 第弐拾四話 | TKXA-1078 | TKBA-5318 |
| 9  | 2016年5月25日  | 第弐拾伍話 - 第弐拾六話 | TKXA-1079 | TKBA-5319 |
| 10 | 2016年6月29日  | 第弐拾七話 - 第弐拾九話 | TKXA-1080 | TKBA-5320 |
| 11 | 2016年7月27日  | 第参拾話 - 第参拾弐話   | TKXA-1081 | TKBA-5321 |
| 12 | 2016年8月31日  | 第参拾参話 - 第参拾伍話 | TKXA-1082 | TKBA-5322 |
| 13 | 2016年9月28日  | 第参拾六話 - 最終話     | TKXA-1083 | TKBA-5323 |

### WEB生放送
『うしおととらキャスト生特番』のタイトルで、2015年9月29日（第1回）よりアニメ公式サイト、YouTubeにて配信している。月4回木曜日更新（第9回除く）。
| 回数             | 配信期日       | 出演声優（役のキャラクター）                                                                     | ゲスト                           |
| ---------------- | -------------- | ------------------------------------------------------------------------------------------------ | -------------------------------- |
| 第1回            | 2015年9月24日  | 畠中祐（蒼月潮 役）、安野希世乃（井上真由子 役）                                                 |                                  |
| 第2回            | 2015年10月22日 | 畠中祐（蒼月潮 役）、小松未可子（中村麻子 役）、南里侑香（鷹取小夜 役）                          |                                  |
| 第3回            | 2015年11月22日 | 畠中祐（蒼月潮 役）、安野希世乃（井上真由子 役）、潘めぐみ（引狭霧雄 役）                        |                                  |
| 第4回            | 2015年12月17日 | 畠中祐（蒼月潮 役）、小山力也（とら 役）、安野希世乃（井上真由子 役）                            |                                  |
| 第5回            | 2016年1月28日  | 畠中祐（蒼月潮 役）、安野希世乃（井上真由子 役）、清水理沙（かがり 役）                          |                                  |
| 第6回            | 2016年2月18日  | 畠中祐（蒼月潮 役）、小松未可子（中村麻子 役）、安野希世乃（井上真由子 役）                      |                                  |
| 第7回            | 2016年3月24日  | 畠中祐（蒼月潮 役）、小松未可子（中村麻子 役）、小山力也（とら 役）                              |                                  |
| 第8回            | 2016年4月22日  | 畠中祐（蒼月潮 役）、安野希世乃（井上真由子 役）                                                 | 小高芳太朗（LUNKHEAD・ボーカル） |
| 第9回            | 2016年5月18日  | 畠中祐（蒼月潮 役）、小松未可子（中村麻子 役）                                                   |                                  |
| 第10回           | 2016年6月16日  | 畠中祐（蒼月潮 役）、小山力也（とら 役）、小松未可子（中村麻子 役）、安野希世乃（井上真由子 役） |                                  |
| 第11回（最終回） | 2016年7月21日  | 畠中祐（蒼月潮 役）、小松未可子（中村麻子 役）、安野希世乃（井上真由子 役）                      |                                  |

## ショートアニメ
※ この節の出典 →
テレビアニメ完結から約8年後となる2024年、NHKが展開している、パラ・アスリートを応援するために不定期放送されているオムニバスショートアニメシリーズ番組『アニ×パラ〜あなたのヒーローは誰ですか〜』第17作目として本作のショートアニメが新規製作・放送された。キャストはテレビアニメ版で「潮」・「とら」・「白面の者」を演じた声優が引き続き担当。2021年に開催された東京パラリンピックのアーチェリー選手として出場した実在のパラ・アスリート「岡崎愛子」（声:麻生久美子）が試合中、彼女のイメージ的な世界で『うしおととら』の戦いが繰り広げられる。ストーリー原案は原作者の藤田自らがネームを作った。
- 初回放送局 - NHK BS
- 初回放送 - 2024年2月27日15:30～15:35
- テーマ曲 - 「Amateras」（歌 - BURNOUT SYNDROMES）

## ミュージック

### CD（OVA）
発売元はいずれも東芝EMI（今：EMIミュージック・ジャパン）。
| 発売日                   | タイトル                                                | 規格品番  | 備考 |
| ------------------------ | ------------------------------------------------------- | --------- | ---- |
| 1992年（平成4年）        | うしおととら オリジナルアルバム                         | TYCY-5232 |      |
| 1992年（平成4年）        | うしおととらII オリジナルサウンドトラック               | TYCY-5247 |      |
| 1993年（平成5年）5月26日 | うしおととらIII Resurrection オリジナルサウンドトラック | TYCY-5306 |      |
| 1993年（平成5年）6月23日 | うしおととら ヴォーカルコレクション                     | TYCY-5308 |      |
| 1993年（平成5年）9月29日 | うしおととら CD劇場                                     | TYCY-5333 |      |

### CD（テレビアニメ）
発売元はいずれも徳間ジャパンコミュニケーションズ。
| 発売日   | タイトル                                                                | 規格品番 | 備考 |
| 2015年   | 2015年                                                                  | 2015年 | 2015年 |
| -------- | ----------------------------------------------------------------------- | --- | --- |
| 8月5日   | テレビアニメ『うしおととら』オープニングテーマ1「混ぜるな危険」         | TKCA-74245（初回限定盤） TKCA-74249（通常盤）                                                                     | 通常盤ジャケットは原作者描き下ろしイラストを使用 |
| 8月19日  | テレビアニメ『うしおととら』エンディングテーマ1「HERO」                 | TKCA-74271（初回限定盤A） TKCA-74272（初回限定盤B） TKCA-74275（通常盤A～うしおととら盤～） TKCA-74276（通常盤B） | 初回限定盤、通常盤ともにA、Bでタイトルが異なる Aは『HERO/Good bye大切な人。』 Bは『Good bye大切な人。/HERO』 通常盤A～うしおととら盤～はアニメ書き下ろしジャケット仕様 |
| 10月14日 | テレビアニメ『うしおととら』サウンドトラック I                          | TKCA-74278 | 主題歌TVサイズオープニングテーマ「混ぜるな危険」／筋肉少女帯 同エンディングテーマ「HERO」／ソナーポケットも収録                                                        |
| 11月4日  | テレビアニメ『うしおととら』エンディングテーマ2「負けるな小さきものよ」 | TKCA-74301 | |
| 2016年   |                                                                         | | |
| 4月20日  | テレビアニメ『うしおととら』オープニングテーマ2「週替わりの奇跡の神話」 | TKCA-74353（初回限定盤） TKCA-74357（通常盤）                                                                     | 初回限定盤や通常盤ジャケットは原作者描き下ろしイラストを使用 |
| 5月11日  | テレビアニメ『うしおととら』エンディングテーマ3「決戦前夜」             | TKCA-74356 | |
| 5月18日  | 「うしおととら」キャラクターソングス                                    | TKCA－74361 | |

## ゲーム
- うしおととら：1993年1月25日、ユタカより発売。スーパーファミコン用ゲームソフト。アクションゲーム。
- うしおととら：1993年7月9日、ユタカより発売。ファミリーコンピュータ用ゲームソフト。ロールプレイングゲーム。

## デジタル化
1994年に小学館から発売されたムック『PCエンジン CD-ROMカプセル5』に付属するPCエンジン用CD-ROMに、DUO COMICとして漫画の第一話をデジタル化したものが収録されている。これは漫画から画像を取り込み、OVA版と同じ声優陣によるセリフ・効果音・音楽をつけ、ゲーム機で読む漫画を試みたものである。
2008年4月21日よりNTTドコモiモード公式携帯サイト『漫画家・藤田和日郎』が開始され、本作をはじめ、「月光条例」や「からくりサーカス」の待受画像やきせかえツールを配信している。
現在は電子化された本編全巻全話が様々なネットサービス会社より（基本的に有料で）配信されており、スマートフォンを始めとしたデジタルデバイスで閲覧することが出来る。

## 舞台

### 劇団シアターOM公演
1997年11月より大阪・真田丸跡地近くで活動する劇団シアターOMが作者公認のもと、舞台化している。2008年からは原作漫画を全話舞台化しようとプロジェクトが始動。2019年1月にかけて最終章「うしおととら」まで演じられた。2020年10月にも特別公演として「ヒーローズカムバック 火炎特急-不知火-」が上演された。原作者藤田和日郎は、シアターOM代表であり「とら」を演じる稲森誠のファンであり、同人物と交流がある。またシアターOMには藤田が描く舞台版へ向けて色紙が多数展示され、舞台告知チラシは毎回藤田氏の描き下ろしイラストが使われている。

### カプセル兵団公演
2022年8月18日から21日にかけて、シアターサンモールを会場にカプセル兵団によって舞台化。脚本・構成・演出：吉久直志。カプセル兵団は過去にも原作者の同じ『からくりサーカス』や『月光条例』も舞台化している。

## GS美神 極楽大作戦!!との関連性
本作と同じく週刊少年サンデーで連載されていた椎名高志原作の『GS美神 極楽大作戦!!』には、主人公の美神令子が獣の槍を持っているシーンがある。また、漫画とテレビアニメ版は『GS美神』の背景には蒼月潮や中村麻子が登場している。